# Saulcy-sur-Meurthe
Saulcy-sur-Meurthe è un comune francese di 2 450 abitanti situato nel dipartimento dei Vosgi nella regione del Grand Est.

## Società

### Evoluzione demografica
Abitanti censiti